# Carlo Passaglia
Carlo Passaglia (Lucca, 12 maggio 1812 – Torino, 12 marzo 1887) è stato un teologo e presbitero italiano.
Fu uno dei più noti esponenti del clero che si schierò a favore dell'Unità d'Italia.

## Biografia
Entrato nella Compagnia di Gesù, divenne un brillante rappresentante della corrente neotomista, rimanendo però aperto agli influssi di altri orientamenti. Fu professore di teologia all'Università di Roma e successivamente all'Università Gregoriana.
In seguito all'instaurazione della Repubblica Romana fu costretto a lasciare l'Italia e si mise in viaggio, soggiornando in diversi paesi europei.
Tornato a Roma, divenne uno dei teologi più ascoltati da papa Pio IX, intento a preparare la formulazione del dogma dell'Immacolata Concezione.
Un avvicendamento ai vertici della Compagnia di Gesù, lo mise in una situazione di contrasto con i suoi superiori, in seguito alla quale abbandonò l'ordine. Si avvicinò quindi agli ambienti del cattolicesimo liberale, con la speranza di poter svolgere un ruolo di mediazione fra il Papa e il governo italiano.
Tuttavia, lo spiraglio per una mediazione divenne via via più angusto, per le posizioni intransigenti di entrambe le parti. Allora Passaglia, caduto in disgrazia a Roma, si recò a Torino, dove gli fu affidata la cattedra di filosofia morale e si dedicò a diffondere nel clero le sue idee antitemporaliste. Operò a tale scopo attraverso il settimanale "Il Mediatore" e il quotidiano "La Pace".
Scrisse i "Commentaria de Ecclesia Christi" sulla Chiesa in dialogo tra modernità e tradizione.
Fondò anche una Società ecclesiastica, un'unione privata di sacerdoti estranea alla giurisdizione della gerarchia, che però raccolse adesioni abbastanza marginali, visto che si collocava in atteggiamento di opposizione verso la linea adottata dal Pontefice.
Sospeso a divinis per le sue azioni, nell'ultima parte della sua vita cercò la riconciliazione con la Santa Sede, prima con Pio IX e poi con Leone XIII. Sotto quest'ultimo ottenne la riammissione allo stato clericale l'8 marzo 1887, dopo che ebbe firmato davanti all'arcivescovo Gaetano Alimonda un documento di riprovazione delle proprie posizioni. Morì con i Sacramenti quattro giorni dopo, il 12 marzo 1887.

### La raccolta delle firme per l'unità d'Italia
L'iniziativa più significativa tra quelle che intraprese fu la raccolta di firme per una petizione al Papa affinché rinunciasse al potere temporale per favorire l'unità d'Italia. Nonostante le 10 000 adesioni raccolte, l'appello non ebbe conseguenze. Tuttavia i sacerdoti che firmarono la petizione di Passaglia furono colpiti dalla stampa cattolica intransigente, che cercava di ricompattare il clero attorno agli orientamenti della gerarchia. La stampa anticlericale rispose accusando la gerarchia di opprimere la libertà dei sacerdoti.
In alcuni casi, le fratture del clero provocate dalla petizione di Passaglia furono piuttosto gravi. A Piacenza il vescovo Antonio Ranza non volle amministrare i sacramenti ad un sacerdote che rifiutava di ritrattare la sua adesione ai principii di Passaglia. A causa di ciò il vescovo fu successivamente processato e condannato dall'autorità civile.
Le adesioni all'appello del Passaglia, avevano il limite di non prospettare in maniera giuridicamente attuabile la posizione del papa privato del potere temporale: come assicurare l'indipendenza del papato? Il problema si chiarì più tardi e si risolse solo nel 1929 con i Patti Lateranensi. Questo era il limite anche di altri eminenti cattolici liberali, come Alessandro Manzoni, Massimo d'Azeglio e Antonio Rosmini.